# アンソニー・サンダース
アンソニー・マーカス・サンダース（Anthony Marcus Sanders, 1974年3月2日 - ）は、アメリカ合衆国アリゾナ州ツーソン出身の元プロ野球選手（外野手）、野球指導者。右投右打。2020年シーズンよりMLBのボルチモア・オリオールズで一塁コーチを務める。

## 経歴
1992年のMLBドラフト7巡目（全体205位）でトロント・ブルージェイズから指名され、プロ入り。ブルージェイズでは1999年にメジャーで3試合に出場した以外ではマイナーリーグ生活に終始した。
2000年にシアトル・マリナーズに移籍するが、同年もメジャーでの出場は1試合に終わる。しかし、シドニーオリンピックに野球アメリカ合衆国代表として出場。大会では当時オリックス・ブルーウェーブに所属していた野球韓国代表の具臺晟から本塁打を打つ活躍を見せ、金メダルの獲得に貢献した。
2001年はマリナーズで開幕ロースター入りするものの、すぐにAAA級タコマ・レイニアーズに降格。
すると、開幕ダッシュに苦しんだ横浜ベイスターズがシーズン途中獲得に動き、入団。背番号は「00」。しかし打撃が粗く日本投手の変化球に全く対応できなかった。全打席の4割が三振という有り様で、わずか出場10試合でファーム落ちを命じられるなど期待を裏切り、同年限りで自由契約となった。
2002年からはマイナーリーグ、独立リーグ、メキシカンリーグでプレーし、2006年に現役引退。
引退後はコロラド・ロッキーズ傘下で監督や外野守備走塁コーディネイターを務めた。
2015年10月21日に第1回WBSCプレミア12のアメリカ合衆国代表アシスタントコーチを務めることが発表された。
2019年の第2回WBSCプレミア12ではアメリカ合衆国代表の一塁コーチを務めた。
2020年シーズンからはボルチモア・オリオールズの一塁コーチを務める。

## 詳細情報

### 年度別打撃成績
| 年 度    | 球 団    | 試 合 | 打 席 | 打 数 | 得 点 | 安 打 | 二 塁 打 | 三 塁 打 | 本 塁 打 | 塁 打 | 打 点 | 盗 塁 | 盗 塁 死 | 犠 打 | 犠 飛 | 四 球 | 敬 遠 | 死 球 | 三 振 | 併 殺 打 | 打 率 | 出 塁 率 | 長 打 率 | O P S |
| -------- | -------- | ----- | ----- | ----- | ----- | ----- | -------- | -------- | -------- | ----- | ----- | ----- | -------- | ----- | ----- | ----- | ----- | ----- | ----- | -------- | ----- | -------- | -------- | ----- |
| 1999     | TOR      | 3     | 7     | 7     | 1     | 2     | 1        | 0        | 0        | 3     | 2     | 0     | 0        | 0     | 0     | 0     | 0     | 0     | 2     | 1        | .286  | .286     | .429     | .714  |
| 2000     | SEA      | 1     | 1     | 1     | 1     | 1     | 0        | 0        | 0        | 1     | 0     | 0     | 0        | 0     | 0     | 0     | 0     | 0     | 0     | 0        | 1.000 | 1.000    | 1.000    | 2.000 |
| 2001     | SEA      | 9     | 19    | 17    | 1     | 3     | 2        | 0        | 0        | 5     | 2     | 0     | 0        | 0     | 0     | 2     | 0     | 0     | 3     | 0        | .176  | .263     | .294     | .557  |
| 2001     | 横浜     | 14    | 49    | 44    | 3     | 5     | 0        | 0        | 1        | 8     | 1     | 0     | 2        | 0     | 0     | 5     | 0     | 0     | 20    | 2        | .114  | .204     | .182     | .386  |
| MLB：3年 | MLB：3年 | 13    | 27    | 25    | 3     | 6     | 3        | 0        | 0        | 9     | 4     | 0     | 0        | 0     | 0     | 2     | 0     | 0     | 5     | 1        | .240  | .296     | .360     | .656  |
| NPB：1年 | NPB：1年 | 14    | 49    | 44    | 3     | 5     | 0        | 0        | 1        | 8     | 1     | 0     | 2        | 0     | 0     | 5     | 0     | 0     | 20    | 2        | .114  | .204     | .182     | .386  |

### 記録
NPB
- 初出場・初先発出場：2001年5月29日、対中日ドラゴンズ9回戦（ナゴヤドーム）、5番・右翼手として先発出場
- 初安打：2001年5月30日、対中日ドラゴンズ10回戦（ナゴヤドーム）、4回表に野口茂樹から左前安打
- 初本塁打・初打点：2001年6月2日、対阪神タイガース9回戦（阪神甲子園球場）、5回表にバディ・カーライルから左越ソロ

### 背番号
- 27（1999年）
- 13（2000年）
- 10（2001年 - 同年途中）
- 00（2001年途中 - 同年終了）
- 9（2020年 - ）

### 代表歴
- 2000年シドニーオリンピック野球アメリカ合衆国代表

### 代表でのコーチ歴
- 2015 WBSCプレミア12 アメリカ合衆国代表
- 2019 WBSCプレミア12 アメリカ合衆国代表